# Next To Me (canción de Imagine Dragons)
«Next To Me» (en español: «Cerca de Mí») es una canción de la banda estadounidense de pop rock Imagine Dragons. Fue lanzada el 21 de febrero de 2018 por KIDinaKORNER e Interscope Records como el cuarto sencillo de «Evolve», su tercer album de estudio. El estreno de la canción estuvo acompañado de un relanzamiento digital del álbum, el cual agrega «Next To Me» como el tema de apertura, así como de su propio video musical, publicado más tarde el 13 de marzo de 2018. Fue escrita por la agrupación y su colaborador frecuente, el productor inglés Alex Da Kid.

## Antecedentes
La banda anunció el estreno de la canción en Twitter, con una publicación que contiene la portada de la canción, en la que muestra a dos personas en un cañón. Asimismo, fue acompañado de un mensaje que decía: "21/2 comienza la evolución". 
«Next To Me» fue estrenada en el programa de radio Beats 1 de Zane Lowe como el "Record Mundial" del día y fue lanzada junto con las fechas extendidas de la gira de verano del «Evolve World Tour».

## Composición
«Next To Me» fue referida como la primera canción de amor de la banda. Dan Reynolds, vocalista de la banda, admitió que fue un cambio de tema inesperado en la entrevista con Lowe:

«Normalmente no escribo canciones de amor. Empecé a escribir cuando tenía 13 años y era una fuente de un escape de la escuela, de la depresión, de la sensación de pérdida y nunca fue un romance. Para mí, esta es una de las primeras veces que realmente he explorado bucear en mi mente y la musicalidad y la sonoridad del romance. [...] Siento que es algo con lo que todo el mundo puede relacionarse, que es sentir que a veces vas a fallar en una relación y el verdadero valor de una relación es lo que sucede entonces. ¿La persona te da otra oportunidad? ¿Ven más allá de tus defectos? ¿Están contigo en tu peor momento?».

## Lista de sencillos
| Next To Me: Descarga Digital |              |                 |          |  |
| N.º                          | Título       | Artista(s)      | Duración |  |
| 1.                           | «Next To Me» | Imagine Dragons | 3:50     |  |

## Créditos
Adaptados del sencillo «Next To Me».
Next To Me
- Interpretado por Imagine Dragons.
- Escrito por Dan Reynolds, Wayne Sermon, Ben McKee, Daniel Platzman, Alexander Grant para KIDinaKORNER.
- Publicado por Imagine Dragons Publishing (BMI) / Universal/KIDinaKORNER, KIDinaKORNER / Universal, Inc. (BMI) o/b/o Alexander Grant.
- Producido por Alex Da Kid para KIDinaKORNER.
- Mezclado por Manny Marroquin en “Larrabee Studios” (North Hollywood, California).
- Masterizado por Randy Merrill en “Sterling Sound” (Nueva York).

℗ 2018 KIDinaKORNER/Interscope Records
Imagine Dragons
- Dan Reynolds: Voz.
- Wayne Sermon: Guitarra acústica y eléctrica.
- Ben McKee: Bajo.
- Daniel Platzman: Batería.

## Certificaciones
| País (Organismo certificador) | Certificaciones | Ventas certificadas | Ref.  |
| ----------------------------- | --------------- | ------------------- | ----- |
| Estados Unidos (RIAA)         | Oro             | 500 000             | [ 9 ] |